# Giovanni XVI (antipapa)
Giovanni Filagato (Rossano, 945 circa – Fulda, 26 agosto 1001) è stato un vescovo e cardinale italiano. Fu antipapa col nome di Giovanni XVI (o Giovanni XVII) dal 997 al 998, ma considerato papa legittimo per secoli.

## Biografia
Nato a Rossano, in territorio bizantino, e di origine greca (il cognome Philàgathos è tipicamente greco), fu cappellano dell'imperatrice Teofano, nipote dell'imperatore bizantino Giovanni I Zimisce che nel 972 aveva sposato Ottone II di Sassonia (anche Teofano era di madrelingua greca). In due occasioni Giovanni svolse le funzioni di cancelliere imperiale per Ottone II, nel 980-982, quando fu nominato abate di Nonantola, e nel 991-992.
Durante i suoi viaggi in Italia, nel 987 fu nominato tutore del figlio dell'imperatore Ottone, che aveva al tempo solo sette anni. Su suggerimento dell'imperatrice fu poi nel 989 nominato abusivamente vescovo di Piacenza, città a cui donò le reliquie di san Cipriano e santa Giustina. Successivamente fu inviato a Costantinopoli per accompagnare una principessa bizantina per il giovane Ottone. Dopo la morte dell'imperatore nel 983, Teofano assunse la reggenza ma, con la sua morte nel 991, la fazione legata alla figura di Adelaide prese il sopravvento e Giovanni venne progressivamente emarginato presso al corte imperiale.
Nel 996 Ottone III venne in aiuto di papa Giovanni XV nel 996, per sedare la ribellione di una fazione guidata dall'aristocratico romano Crescenzio II, detto "il Nomentano", figlio di Crescenzio I (†984) e padre di Crescenzio III (†1020). Ottone si fermò a Pavia per essere acclamato re d'Italia e non riuscì a raggiungere Roma prima della morte del papa. Una volta a Roma, Ottone organizzò l'elezione del cugino Bruno di Carinzia come Papa Gregorio V ed il nuovo papa incoronò Ottone imperatore il 21 maggio 996. Nello stesso anno papa Gregorio V lo nominò cardinale vescovo di Ostia.
Una volta tornato in Germania Ottone III, la fazione capeggiata dai Crescenzi detronizzò nel 997 Gregorio V con la forza e fece acclamare Giovanni papa col nome di Giovanni XVI usufruendo anche dell'attivo sostegno di Basilio II Bulgaroctono. Sempre nel 997 un sinodo dei vescovi tenutosi a Pavia, allora capitale imperiale in Italia, riconobbe Gregorio V come legittimo e scomunicò Giovanni XVI.
La rivolta dei Crescenzi fu repressa con decisione da Ottone che marciò di nuovo su Roma nel febbraio del 998. Crescenzio II fu decapitato sui merli di Castel Sant'Angelo da parte di Eccardo I di Meißen e il cadavere senza testa precipitato giù; poi fu appeso ad una forca su Monte Mario, ribattezzato dai tedeschi Mons Gaudii e dai romani Mons Malum. Giovanni XVI fuggì, ma fu inseguito e catturato dalle truppe imperiali comandate dal conte di Brisgovia Bezelino di Villingen, che gli mozzarono naso ed orecchie, gli tagliarono la lingua, gli ruppero le dita e lo accecarono, in modo da impedirgli di scrivere. Giovanni XVI fu poi deposto pubblicamente di fronte ad Ottone III ed a Gregorio V, gli furono strappate le vesti di dosso e trascinato per Roma nudo a in groppa di un asino al contrario, con un copricapo ridicolo addosso, dopodiché fu rinchiuso in un monastero romano. Giovanni fu mandato in seguito nell'abbazia di Fulda, in Germania, dove morì il 26 agosto 1001, sotto papa Silvestro II.
L'assenso all'elezione di Giovanni come antipapa contro Gregorio può essere visto come una delle continue manipolazioni nella costante lotta politica dell'aristocrazia romana contro l'Impero, per cercare di sfruttare l'interesse bizantino ad opporsi all'espansione del potere imperiale a Roma, essendo stato Gregorio il primo pontefice tedesco.

## Le diatribe sull'ordinale di Giovanni
Giovanni XVI fu considerato pontefice legittimo dal successivo papa Giovanni XVII rispettandone la numerazione pontificale in quanto entrambi furono nel giro di pochi anni pupazzi dei Crescenzi. Lo stesso accadde per i successori XVIII e XIX, sempre ugualmente politicamente affiliati e che non a caso scelsero tale omonimia. Inoltre, per un errore, non ci fu mai un papa Giovanni XX e si passò direttamente al XXI.
Per questi motivi il più recente papa col nome Giovanni, Angelo Roncalli, è stato in effetti solo il ventunesimo pontefice legittimo con questo nome: storici successivi al Filagato lo considerarono infatti il diciassettesimo Giovanni con questo nome e lo chiamarono Antipapa Giovanni XVII o Papa Giovanni XVII per la fantasiosa presenza di papa Ioannes XIV Bis, un leggendario papa di nome Giovanni tra papa Giovanni XIV e il vero papa Giovanni XV (che fu ribattezzato Giovanni XVI), modificando la numerazione dei papi Giovanni XVII, XVIII e XIX in Giovanni XVIII, XIX e XX, ottenendo così una conta errata; per questo Pietro Ispano si chiamò Giovanni XXI e non Giovanni XX. 
Tale confusione è dovuta al regno dell'antipapa Bonifacio VII, perché egli costrinse il legittimo papa Giovanni XIV a passare metà del suo pontificato, quattro mesi, in prigione, prima di farlo uccidere; nei cataloghi pontificali questi due periodi di vita di Giovanni XIV furono scritti e interpretati come due pontificati distinti di due distinti Giovanni, anche per l'esistenza storica del cardinale diacono Giovanni figlio di Roberto, che, dopo la morte di Giovanni XIV, si oppose a Bonifacio VII ma fu da questi accecato. Si pensò che Ioannes XIV Bis avesse regnato, dopo la morte di Bonifacio, senza essere consacrato e fosse morto prima di poter fare consacrazione e incoronazione: perciò il suo pontificato non sarebbe stato valido e Giovanni XV ne avrebbe ripreso il suo nome, come papa Stefano II fece col prete Stefano. Perciò in moltissimi elenchi medievali Giovanni Filagato è chiamato Giovanni XVII.